# Tierheim

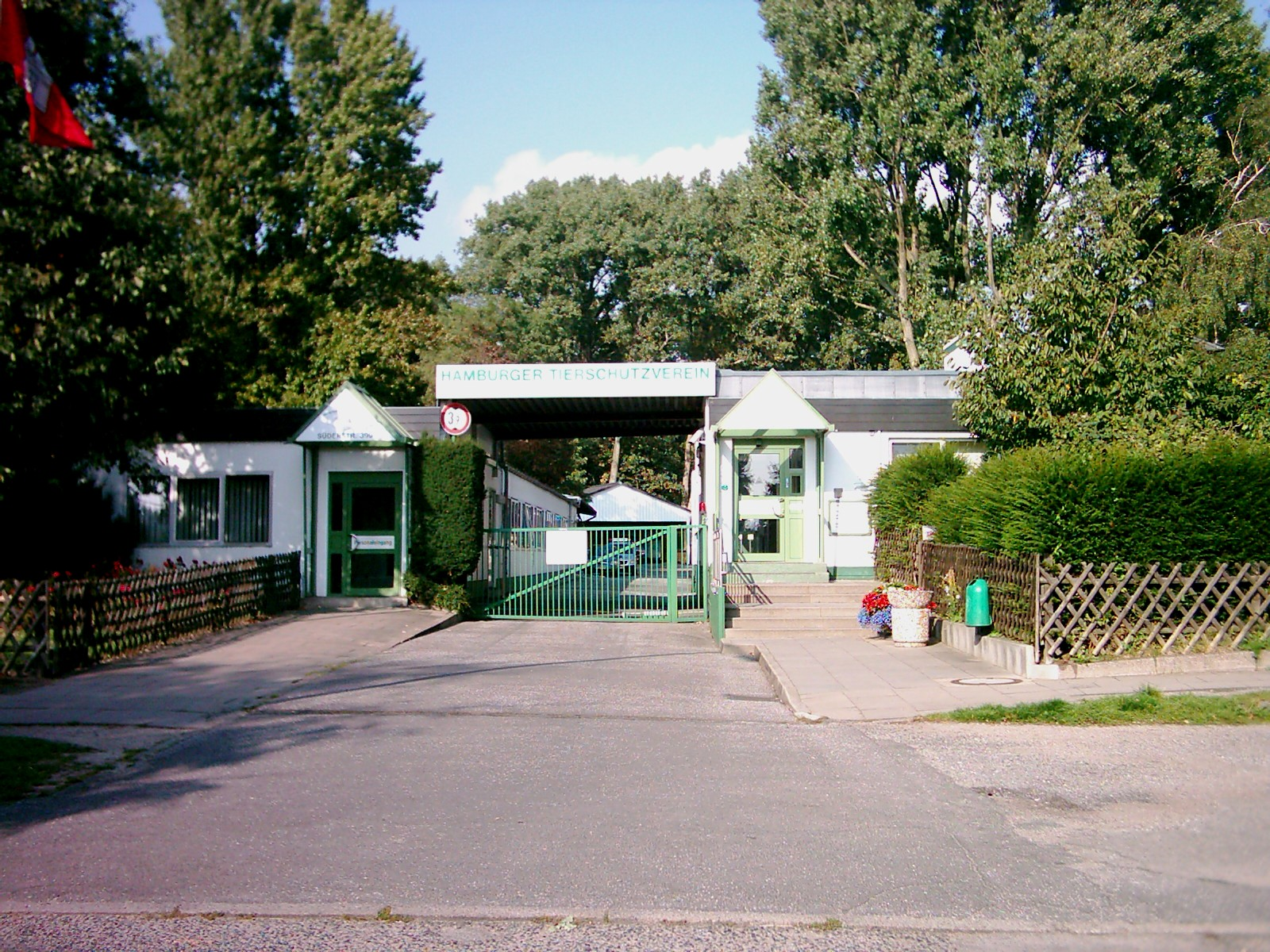
Tierheim Süderstraße in Hamburg-Hamm

Ein Tierheim ist nach dem Europäischen Übereinkommen zum Schutz von Heimtieren (EÜH) eine nicht auf Gewinnerzielung gerichtete Einrichtung, in der Tiere in größerer Anzahl gehalten werden können. Ein Tierheim kann auch streunende Tiere aufnehmen. Teilweise werden auch andere Begriffe wie Tierasyl, Tierstation und Aufnahmestation synonym verwendet. Daneben gibt es auch private Notstationen und Pflegestellen. Die gesetzliche Voraussetzung zur Haltung von Tieren in einem Tierheim oder in einer ähnlichen Einrichtung regelt das deutsche Tierschutzgesetz (§ 11 TierSchG). Das EÜH schreibt in Art. 8 für den Betrieb von Tierheimen ein behördliches Verfahren zur Überprüfung der materiellen Anforderungen des Tierschutzes vor.

## Erlaubnispflicht
Die Haltung von Tieren in einem Tierheim ist in Deutschland erlaubnispflichtig (§ 11 Abs. 1 Satz 1 Nr. 3 TierschG), um im Wege der behördlichen Vorabkontrolle die materiellen Anforderungen insbesondere nach § 2 TierSchG unter den besonderen Bedingungen eines Tierheims sicherzustellen.
Das TierSchG definiert den Begriff „Tierheim“ jedoch nicht. Deshalb ist vom allgemeinen Sprachgebrauch auszugehen. Ein Tierheim setzt jedenfalls Räumlichkeiten voraus, die in erster Linie der Unterbringung von Tieren dienen und in denen viele Tiere an einem Ort konzentriert in Zwingern und ähnlichen Räumlichkeiten gehalten werden. Tierheime oder ähnliche Einrichtungen sind insbesondere dadurch gekennzeichnet, dass sie auf Dauer angelegt sind und überwiegend der Aufnahme, Pflege und Weitervermittlung von Fund- oder Abgabetieren dienen.

### Voraussetzungen

#### Formelle Voraussetzungen
Aus dem Antrag auf Erteilung einer Erlaubnis nach § 11 Abs. 1 TierSchG müssen folgende Angaben ersichtlich sein:
1. Name und Anschrift des Antragstellers,
2. Art der Einrichtung,
3. Anschrift der Einrichtung,
4. Name und Anschrift der für die Tätigkeit verantwortlichen Person,
5. berufliche Qualifikation der für die Tätigkeit verantwortlichen Person,
6. Nachweis der beruflichen Qualifikation (z. B. beglaubigte Abschrift von Zeugnissen),
7. voraussichtliche Art und Höchstzahl von Tieren, deren Aufnahme beabsichtigt ist, sowie
8. Beschreibung der Räume und Einrichtungen, die der Tätigkeit dienen sollen.

#### Materielle Voraussetzungen

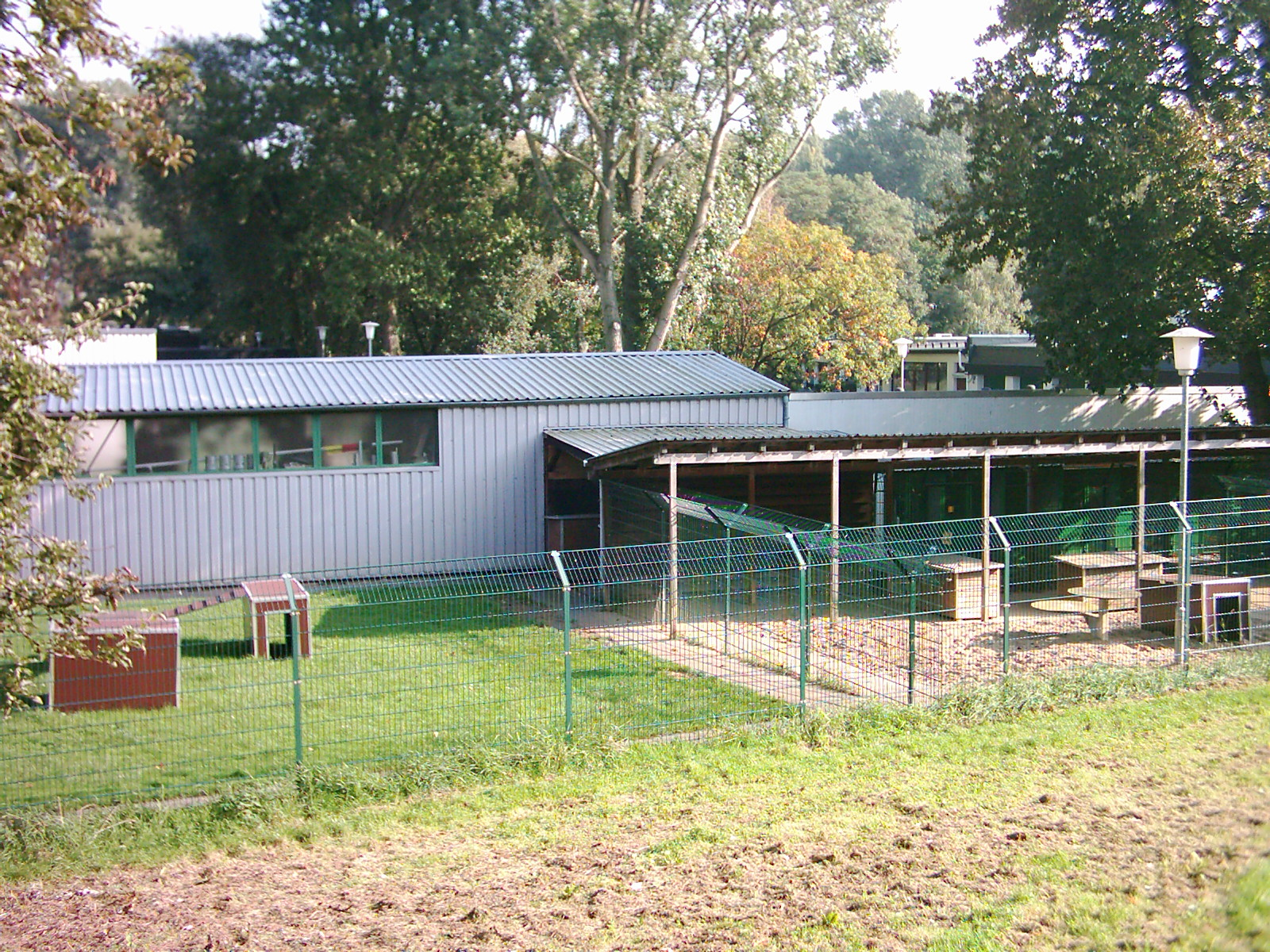
Hundezwinger im Tierheim Süderstraße in Hamburg-Hamm

Die materiellen Voraussetzungen für die Erteilung einer Erlaubnis ergeben sich aus der gemäß § 21 Abs. 5 Satz 1 TierSchG bis zum Erlass einer Rechtsverordnung nach § 11 Abs. 2 TierSchG weiter anzuwendenden Vorschrift des § 11 Abs. 2 TierSchG in der bis zum 13. Juli 2013 geltenden Fassung (im Folgenden: TierSchG a.F.). Nach § 11 Abs. 2 Nr. 1 bis 4 TierSchG a.F. darf eine Erlaubnis nur erteilt werden, wenn die dort genannten Voraussetzungen kumulativ vorliegen. Danach ist erforderlich, dass die für die Tätigkeit verantwortliche Person über die erforderliche Sachkunde und Zuverlässigkeit verfügt sowie die der Tätigkeit dienenden Räume und Einrichtungen eine den Anforderungen des § 2 TierSchG entsprechende Ernährung, Pflege und Unterbringung der Tiere ermöglichen. Den von der Tierärztlichen Vereinigung für Tierschutz (TVT) herausgegebenen Merkblättern für die jeweiligen Tierarten, dem Rahmen-Hygieneplan für Tierheime des Bundesverbandes praktizierender Tierärzte (bpt) sowie der Tierheimordnung des Deutschen Tierschutzbundes können im Rahmen der Auslegung des § 2 TierSchG die Ansprüche entnommen werden, die die jeweilige Tierart an eine tierschutzgerechte Haltung hat.
Die für die Tätigkeit erforderlichen fachlichen Kenntnisse und Fähigkeiten sind in der Regel anzunehmen, wenn die verantwortliche Person eine abgeschlossene staatlich anerkannte oder sonstige Aus- oder Weiterbildung absolviert hat, die zum Umgang mit den Tierarten befähigt, auf die sich die Tätigkeit erstreckt, oder auf Grund ihres bisherigen beruflichen oder sonstigen Umgangs mit Tieren, beispielsweise durch langjährige erfolgreiche Haltung der betreffenden Tierarten, die für die Tätigkeit erforderlichen fachlichen Kenntnisse hat.

### Rechtsfolgen
Das Tierheim darf erst nach Erteilung der Erlaubnis eröffnet werden. Das Veterinäramt soll demjenigen den Betrieb eines Tierheims untersagen, der die Erlaubnis nicht hat (§ 11 Abs. 5 TierSchG).
Das Betreiben eines Tierheims ohne die erforderliche Erlaubnis stellt eine Ordnungswidrigkeit dar und kann mit einer Geldbuße bis zu 25 000 Euro geahndet werden (§ 18 Abs. 1 Nr. 20, Abs. 4 TierSchG).
Tierheime unterliegen der Aufsicht durch die zuständigen Behörden (§ 16 Abs. 1 Satz 1 Nr. 4 TierSchG). Diese bestimmt das Landesrecht.

## Aufgabe und Finanzierung
Nach dem deutschen Fundrecht sind die Gemeinden verpflichtet, Fundtiere entgegenzunehmen und zu verwahren. Die Tiere müssen gemäß § 2 TierSchG ordnungsgemäß untergebracht und betreut werden. Soweit die Gemeinde für die danach geforderte Unterbringung und Betreuung nicht in eigenen Einrichtungen sorgen kann, hat sie die Tiere einer geeigneten Person oder Stelle, z. B. einem Tierheim, zu übergeben und die erforderlichen Aufwendungen dafür zu tragen. Zu den erstattungspflichtigen Aufwendungen gehören die Kosten für eine artgemäße Unterbringung, Pflege und Ernährung sowie die Kosten für eine tierärztliche Behandlung der Fundtiere in Höhe der nach der Tierärztegebührenordnung niedrigsten Gebührensätze, jedoch nur die Behandlungskosten für Verletzungen und akute Krankheiten sowie für unerlässliche prophylaktische Maßnahmen wie Impfungen und Entwurmung, nicht dagegen sonstige tierärztliche Behandlungen (z. B. Kastration, Sterilisierung).
Satzungsgemäße Aufgabe der Tierschutzvereine ist in der Regel insbesondere, den Tierschutz durch die Unterhaltung eines eigenen Tierheims zu fördern. Der größte Dachverband in Deutschland ist der Deutsche Tierschutzbund, der etwa 740 Tierschutzvereine mit rund 550 vereinseigenen Tierheimen vertritt.
Die Tierschutzvereine handeln bei der Aufnahme und Versorgung von Fundtieren als Verwaltungshelfer der zuständigen Gemeinde. Häufig werden auch Fundtier-Verträge zwischen Gemeinde und Tierschutzverein geschlossen, in denen der Tierschutzverein mit der Unterbringung, Betreuung und Behandlung der Fundtiere beauftragt und die Übernahme dieser gemeindlichen Aufgaben durch die Zahlung eines (pauschalen) Geldbetrages abgegolten wird.
Die den Tierheimen gewährte Kostenerstattung deckt nur rund 25 % der dort tatsächlich anfallenden Kosten.
Außer Fundtieren nehmen die Tierheime auch herrenlose Tiere, Unterbringungstiere und Abgabetiere auf. Die vorübergehende sachgerechte Unterbringung und Versorgung, die Rückgabe von Fundtieren an den Eigentümer sowie die Vermittlung von Abgabetieren und herrenlosen Tieren ist die wichtigste Aufgabe von Tierschutzvereinen mit Tierheim. Damit unterscheiden sich Tierheime grundsätzlich von gewerblichen Haltungen und Zoofachgeschäften, bei denen in erster Linie kommerzielle Aspekte eine Rolle spielen.

### Aufnahme von Tieren

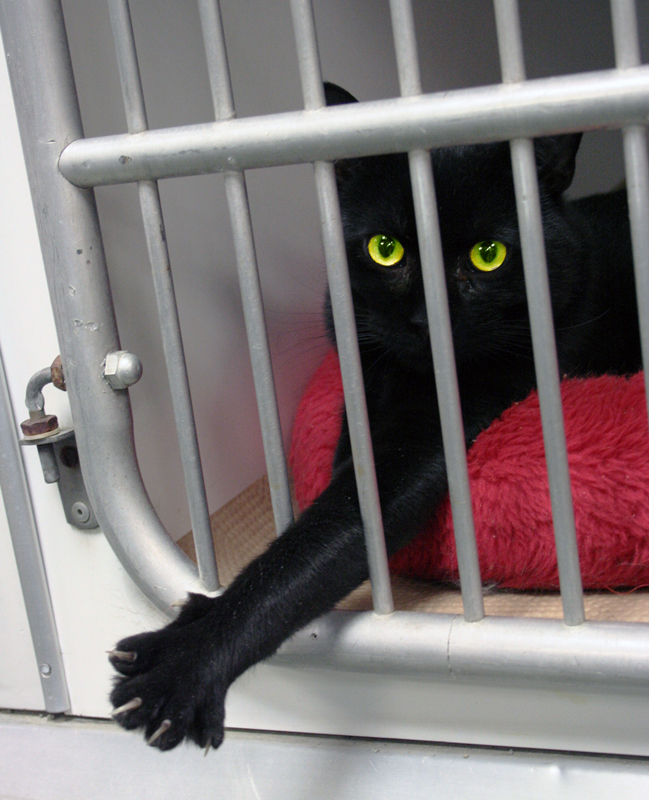
Katze in einem Tierheim

Tierheime nehmen insbesondere Hunde, Katzen, Kleintiere, Vögel und Wildtiere auf.
- Streunende Tiere sind Heimtiere, die entweder kein Zuhause haben oder sich außerhalb der Grenzen des Haushalts seines Eigentümers oder Halters aufhalten und nicht unter der Kontrolle oder unmittelbaren Aufsicht eines Eigentümers oder Halters befinden.[23]
- Fundtiere sind verlorene oder entlaufene Tiere, die nicht offensichtlich herrenlos sind und die von einer Person aufgegriffen und an sich genommen werden, die nicht schon zuvor Eigentum oder Besitz an dem Tier hatte.[24]
- Verloren ist ein Tier, wenn es besitzlos geworden ist, weil es sich außerhalb des Einwirkungsbereichs seines Halters aufhält und (z. B. weil es verletzt ist oder nicht mehr nach Hause findet) nicht wieder dorthin zurückkehrt.
- An herrenlosen Tiere besteht kein privates Eigentum. Haus- und Heimtiere werden als herrenlos angesehen, wenn ihr Eigentümer den Besitz daran in der Absicht aufgegeben hat, auf sein Eigentum zu verzichten. Beispiel: Das Tier wurde vom Eigentümer mit einem entsprechenden Zettel in der Nähe des Tierheims angebunden. Kann bei einem Tier, das sich nicht mehr im Besitz seines bisherigen Halters oder Betreuers befindet, nicht eindeutig und mit Sicherheit festgestellt werden, dass es ausgesetzt worden ist, so muss es als Fundsache angesehen und behandelt werden.
- Unterbringungstiere sind Haus- oder Heimtiere, die von der Behörde (meist Veterinär- oder Ordnungsamt) z. B. im Zusammenhang mit einer Tierhortung (animal hoarding) oder aus anderen Gründen nach § 16a Abs. 1 Nr. 2 TierSchG beschlagnahmt[25] oder nach § 19 TierSchG wegen Tierquälerei eingezogen und im Tierheim untergebracht werden.[26]
- Abgabetiere sind Tiere, die der Halter aus unterschiedlichen Gründen – wie etwa Wohnungswechsel, Krankenhausaufenthalt oder anderen, insbesondere familiären Gründen – nicht mehr halten kann oder will und die er deshalb in einem Tierheim unterzubringen versucht. Von einem Abgabetier spricht man auch, wenn der Halter auf Veranlassung einer Behörde versucht, das Tier im Tierheim abzugeben.[27]

Die täglichen Routinearbeiten im Tierheim wie Fütterung, Bewegung und Beschäftigung der Tiere, Reinigung der Gehege, gesundheitliche Versorgung, Besucherbetreuung und Verwaltungstätigkeiten werden von ausgebildeten Tierpflegern und ehrenamtlichen Helfern erledigt.
Für eine Tötung von Fundtieren gibt es keine Rechtsgrundlage, auch nicht bei einer Überbelegung des Tierheims. § 17 Nr. 1 TierSchG verbietet es, ein Wirbeltier ohne vernünftigen Grund zu töten. Wirtschaftliche Erwägungen sind kein vernünftiger Grund im Sinne dieser Vorschrift.

### Abgabe von Tieren

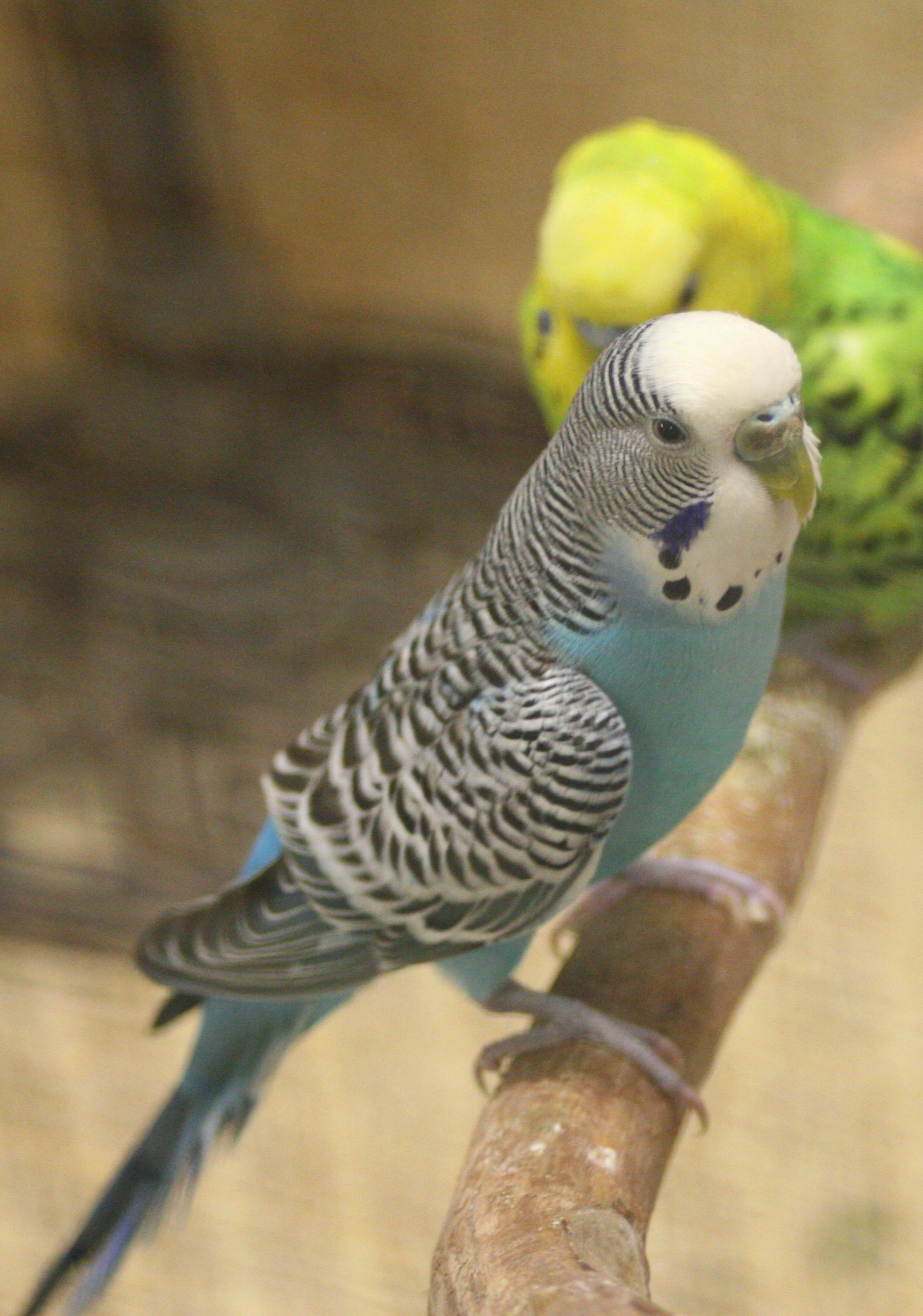
Wellensittiche

Bei der Weitervermittlung (Abgabe) von Tieren an Dritte sind in vielen Tierheimen Formularverträge mit zahlreichen Allgemeinen Geschäftsbedingungen üblich, um die artgerechte Haltung der Abgabetiere sicherzustellen.
Die Rechtsnatur dieser als Abgabe-, Vermittlungs-, Schutz- oder Überlassungsvertrag bezeichneten Vereinbarungen ist strittig. Gegen einen Kaufvertrag mit der prägenden Pflicht zur entgeltlichen Übergabe und Eigentumsverschaffung (§ 433 Abs. 1 BGB) spreche vor allem bei Fundtieren, dass sich der Eigentümer oder sonstige Berechtigte noch melden und Ansprüche auf das Tier erheben könne. Gemäß § 973 BGB erwirbt der Finder Eigentum an der Sache erst nach Ablauf von sechs Monaten nach Anzeige des Fundes. Es handele sich um eine der Vertragsfreiheit unterliegende Vereinbarung sui generis, die verwahrungsvertragliche Elemente aufweise und in deren Vordergrund die Pflicht zur Aufbewahrung, d. h. die Gewährung von Raum und Obhut stehe (atypischer Verwahrungsvertrag). Eine gem. § 903 Satz 1 BGB nur noch durch das Gesetz eingeschränkte Herrschaftsordnung über das Tier solle dem Übernehmer gerade nicht zukommen, insbesondere wenn die einem Eigentümer typischerweise zustehenden Rechte zur Veräußerung oder unentgeltlichen Weitergabe untersagt werden verbunden mit der Pflicht, bei einer unvermeidbaren Abgabe des Tieres dieses dem Tierheim entschädigungslos (d. h. unentgeltlich) zurückzubringen und sich das Tierheim über den Übergabezeitpunkt hinaus maßgebliche Befugnisse über das weitere Schicksal des Tieres vorbehält, die einer Eigentümerstellung entgegenstehen, wie die Überprüfung der Einhaltung der Vertragsbestimmungen mit jederzeitigem Zutrittsrecht zu den Privaträumen des Übernehmers.
Nach anderer Ansicht ist diese Auffassung lebensfremd. Für einen Kaufvertrag spreche, dass auch bei der Übernahme eines Tieres aus einem Tierheim ein Betrag an das Tierheim in Höhe eines vergleichbaren Kaufpreises gezahlt und das Tier anschließend übergeben werde. Die Tierheime könnten sich nach der Zahlung der vereinbarten Gegenleistung für das Tier nicht das Eigentum daran oder umfangreiche Auskunfts- und Kontrollrechte vorbehalten, die deutlich in die Persönlichkeitsrechte der Erwerber eingreifen. Die meisten dieser Klauseln in Schutzverträgen benachteiligten den Übernehmer unangemessen, seien mit wesentlichen Grundgedanken eines Kaufvertrags nicht zu vereinbaren und aus diesem Grund unwirksam (§ 307 BGB).

## Auslandstierschutz

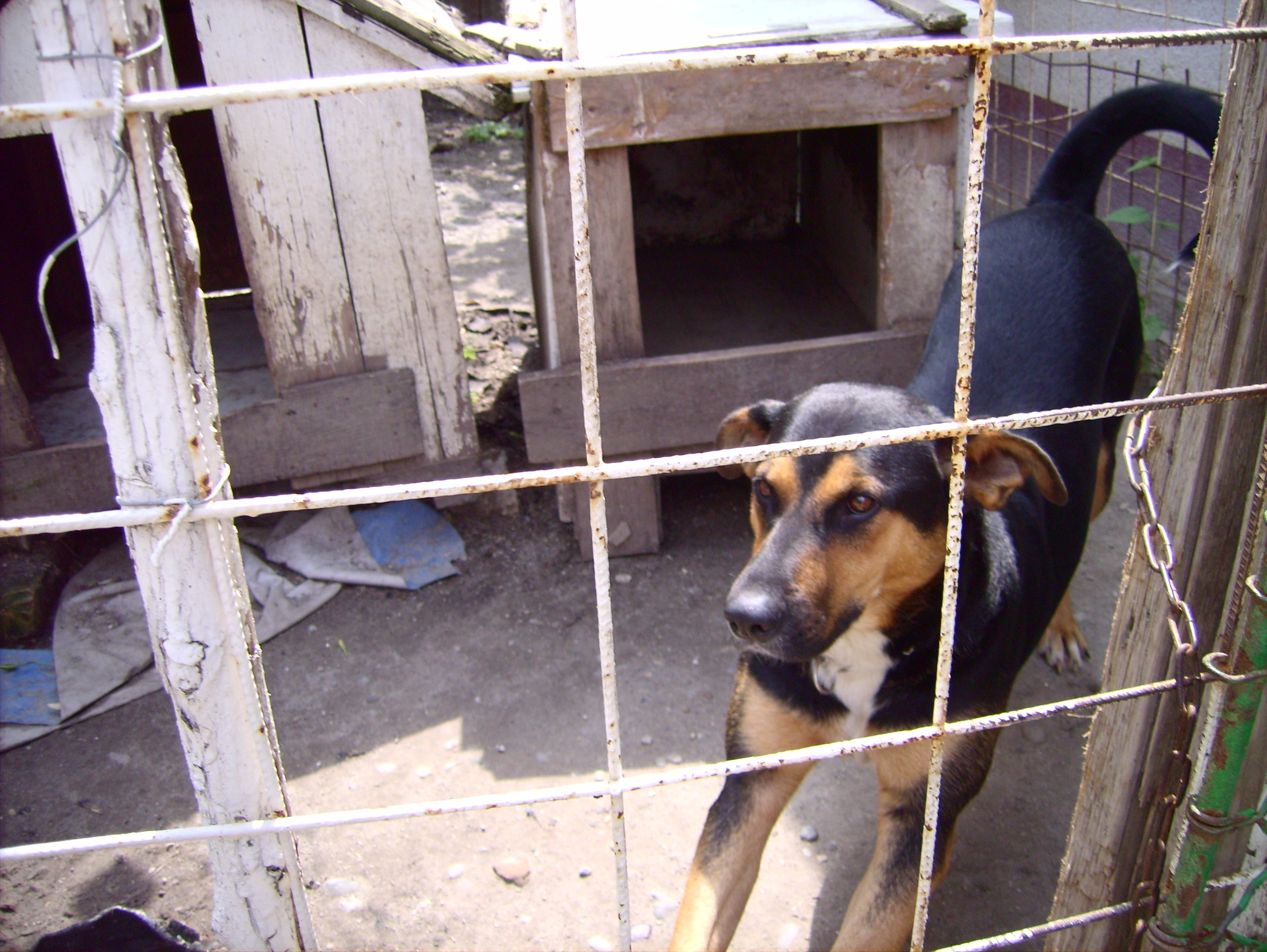
Hund in Ungarn 2006

Nach § 11 Abs. 1 Satz 1 Nr. 5, § 21 Abs. 4a TierSchG ist seit dem 1. August 2014 das Verbringen oder die Einfuhr von Wirbeltieren zum Zwecke der Abgabe gegen Entgelt oder eine sonstige Gegenleistung in das Inland oder die Vermittlung der Abgabe solcher Tiere, die in das Inland verbracht oder eingeführt werden sollen oder worden sind, gegen Entgelt oder eine sonstige Gegenleistung gesondert erlaubnispflichtig. Etwaige bestehende Erlaubnisse von Tierschutzvereinen gemäß § 11 Abs. 1 Nr. 3 TierSchG zur Tierhaltung im Tierheim decken diesen Tatbestand regelmäßig nicht ab. Sofern ein Tierschutzverein im Auslandstierschutz tätig werden will, muss er daher durch das zuständige Veterinäramt eine entsprechende weitere Erlaubnis beantragen.
Diverse deutsche Tierschutzorganisationen bemühen sich teilweise in Zusammenarbeit mit örtlichen Tierheimen vor allem um die Einfuhr und Vermittlung von Hunden aus Süd- und Osteuropa.

## Österreich
Das österreichische Tierschutzgesetz (TSchG) von 2004 definiert Tierheime als eine nicht auf Gewinn gerichtete Einrichtung, die die Verwahrung und Vermittlung herrenloser oder fremder Tiere anbietet (§ 4 Z 9 TSchG). Das Betreiben eines Tierheimes bedarf einer behördlichen Bewilligung, die nur dann zu erteilen, wenn die regelmäßige veterinärmedizinische Betreuung der Tiere sichergestellt ist und mindestens eine Person mit einschlägiger Fachausbildung ständig bei der Leitung mitarbeitet (§ 29 TSchG). In einem Vormerkbuch müssen die aufgenommenen und die abgegebenen Tiere erfasst werden.
Nähere Bestimmungen über die Mindestanforderungen für Tierheime in Bezug auf die Ausstattung, Betreuung von Tieren, Betriebsführung sowie über die von den mit der Tierhaltung beschäftigten Personen nachzuweisende Ausbildung ergeben sich aus der Tierheim-Verordnung (THV).
Tierheime werden mindestens einmal jährlich auf die Einhaltung der Tierschutzrechtsvorschriften kontrolliert.
Nach Einschätzung des Instituts für Tierhaltung und Tierschutz an der Veterinärmedizinischen Universität Wien ist die Infrastruktur in Tierheimen in der Regel ausreichend. Die Zeit, die einem Tierpfleger pro Hund bzw. Katze am Tag zur Verfügung steht, beträgt im Schnitt eine Viertelstunde. Bei der Vermittlung der Tiere wird sehr sorgfältig vorgegangen und weitestgehend die Meinung vertreten, dass es den Tieren in ihrem neuen Zuhause besser als im Tierheim gehen soll.

## Schweiz
Als Tierheim im Sinne der Tierschutzverordnung (TSchV) gilt eine Tierhaltung, in der Tiere in Pension genommen oder Verzichttiere und herrenlose Tiere betreut werden. Wer ein Tierheim mit mehr als fünf Pflegeplätzen betreiben will, bedarf der kantonalen Erlaubnis (Art. 101 Satz 1 lit. a TSchV). Die Bewilligung darf nur erteilt werden, wenn Räume, Gehege und Einrichtungen der Art und Zahl der Tiere sowie dem Zweck des Betriebes entsprechen und die Tiere nicht entweichen können, außerdem die Tiere unter der Verantwortung einer Tierpflegerin oder eines Tierpflegers betreut werden. Das setzt grundsätzlich ein eidgenössisches Fähigkeitszeugnis nach Artikel 38 BBG voraus (Art. 195 TSchV). Ein Verstoß gegen die personellen Anforderungen ist strafbewehrt (Art. 206a TSchV). Tierheime werden alle zwei Jahre unangemeldet kontrolliert (Art 215 TSchV).
Für entlaufene oder ausgesetzte Tiere (Fundtiere) gibt es ein spezielles Tiermeldesystem, das mit den verschiedenen Tierheimen zusammenarbeitet.
Im Jahr 2010 haben die Tierheime der STS-Sektionen 27 463 Tiere aufgenommen, davon 95 % Verzicht- und Findeltiere, die abgegeben oder ausgesetzt wurden.

## Rumänien
Dass es in Rumänien viele Straßenhunde gibt, wird als eine Nachwirkung der Politik unter Nicolae Ceaușescu angesehen, da in den 1970er- und 1980er-Jahren Plattenbausiedlungen angelegt wurden, wohin keine Hunde mitgenommen werden konnten. Freilaufende Tiere werden von Tierfängern eingefangen und in lokale Tierheime gebracht. Tatsächlich wird ein großer Teil der eingefangenen Tiere kaum oder gar nicht versorgt und oft mit billigsten, brutalen Methoden getötet. Bis 2007 sowie wieder seit Herbst 2013 konnten und können Tiere, die nicht binnen 14 Tagen abgeholt oder adoptiert worden sind, laut Gesetz getötet werden. Seit Herbst 2013 kommt es darum zu Massentötungen, von denen selbst bereits kastrierte, registrierte und markierte Hunde nicht ausgenommen sind.
Tierschützer und Medien kritisieren, dass das Einfangen und Töten von Straßenhunden aufgrund bestimmter Prämien für die Akteure in Rumänien ein Geschäftsmodell darstellt. Medien rechneten vor, dass beispielsweise in Pitești die Prämien pro Hund (die „Fangpauschale“, die „Beherbergungspauschale“ und die „Einschläferungspauschale“) im Jahr 2016 zusammengenommen mehr als 20 % des Monatseinkommens eines Fließbandarbeiters betrugen. Auch Bürgermeister hätten angesichts von Förderungen, die ihnen laufend zum Zweck der Lösung der Straßenhundeproblematik gezahlt werden, wenig Interesse daran, die Lage zu ändern. Tierschützer erklären, es sei effektiver und zugleich im Sinne des Tierschutzes besser, die Zahl der Straßenhunde durch weitflächige Kastrationsprogramme zu verringern statt durch Tötungen; die kastrierten, gekennzeichneten Tiere könnten dann wieder ausgesetzt und durch Futterstellen gesichert werden.
Private Tierheime übernehmen einen Teil der Tiere, bevor sie getötet werden. Das um die Jahrtausendwende von der Österreicherin Ute Langenkamp gegründete Tierheim Smeura in Pitești, nordöstlich der Hauptstadt Bukarest, gilt als das größte Tierheim der Welt; dort befinden sich (Stand: 2019) etwa sechstausend Hunde. Die privaten Tierheime bemühen sich um eine Vermittlung der Tiere ins In- oder Ausland.